# Voodoo Child (альбом)
Voodoo Child (стилизировано под маюскул) — четвёртый студийный альбом российского рэп-исполнителя GONE.Fludd, вышедший 29 мая 2020 года под лейблом Sony Music Russia. Всего на пластинке 16 композиций, среди них совместные треки с i61, Tanya Tekis, IROH, Thomas Mraz, Cakeboy и с канадским рэпером bbno$. Также в нём присутствует акустическая версия песни «Как делишки?» с альбома «Boys Don’t Cry» с гитаристом Антоном «Бендер» Докучаевым (ЛСП, Последние танки в Париже).

## История
В сентябре 2019 года во время прямой трансляции в Instagram Gone.Fludd заявил о том, что его новый альбом выйдет весной 2020 года.
В феврале 2020 года в своём Твиттере Gone.Fludd опубликовал название грядущего альбома, а также месяц его релиза.
27 апреля вышел совместный сингл с Cakeboy «3:55». В этот же день трек получил экранизацию, исполнители сами выступили в роли режиссёров.
1 мая на Live-концерте LIVE SYSTEMA рэпер объявил дату релиза альбома — 29 мая 2020 года.
12 мая Gone.Fludd представил сингл «Soulcalibur Luv».
21 мая в своём паблике он опубликовал новую обложку с треклистом данного альбома.
22 мая на Apple Music был открыт предзаказ альбома. Вместе с тем, Александр Смирнов представил сингл «I Can Kick It», записанный вместе с канадским рэпером bbno$.
29 мая был выпущен сам альбом.
10 июня Gone.Fludd и Iroh вживую исполнили песню «Вкус яда» в эфире шоу «Вечерний Ургант».

## Список композиций
| №                   | Название                               | Текст песни                         | Музыка                  | Длительность |
| ------------------- | -------------------------------------- | ----------------------------------- | ----------------------- | ------------ |
| 1.                  | «Зеркала»                              | Александр Смирнов                   | Gredy VisaGangBeatz     | 1:59         |
| 2.                  | «Могу пнуть это» (при уч. i61)         | Александр Смирнов Фёдор Оралов      | Clonnex Proovy          | 2:57         |
| 3.                  | «I Can Kick It» (при уч. bbno$)        | Александр Смирнов Александр Гумучян | Clonnex Proovy          | 2:59         |
| 4.                  | «Воздушный змей» (при уч. Tanya Tekis) | Александр Смирнов Татьяна Моргунова | Cakeboy                 | 2:22         |
| 5.                  | «Вкус яда» (при уч. IROH)              | Александр Смирнов Сергей Кошаташян  | Toreno                  | 3:15         |
| 6.                  | «Алмаз сознания» (при уч. Thomas Mraz) | Александр Смирнов Алмас Гатауллин   | Money Flip K808         | 3:12         |
| 7.                  | «Святой грааль» (при уч. Cakeboy)      | Александр Смирнов Дмитрий Ганджа    | Polcebeats              | 2:53         |
| 8.                  | «Вуду»                                 | Александр Смирнов                   | Deaf Guy                | 1:42         |
| 9.                  | «Вуссап!»                              | Александр Смирнов                   | DSPRITE Shvrp Prickles  | 2:04         |
| 10.                 | «Lame Shit II»                         | Александр Смирнов                   | Cakeboy InfinityRize    | 3:06         |
| 11.                 | «Два кусочка пиццы»                    | Александр Смирнов                   | Aslamin Cakeboy         | 2:48         |
| 12.                 | «Зелень»                               | Александр Смирнов                   | Deaf Guy                | 3:30         |
| 13.                 | «Soulcalibur Luv»                      | Александр Смирнов                   | Money Flip              | 2:55         |
| 14.                 | «Пацаны»                               | Александр Смирнов                   | Meepo Murdflex          | 2:11         |
| 15.                 | «Как делишки» (Acoustic)               | Александр Смирнов                   | Антон «Бендер» Докучаев | 3:19         |
| 16.                 | «3:55 Freestyle» (при уч. Cakeboy)     | Александр Смирнов Дмитрий Ганджа    | Cakeboy                 | 2:16         |
| Общая длительность: | Общая длительность:                    | Общая длительность:                 | Общая длительность:     | 43:28        |